# جبل الصحابة

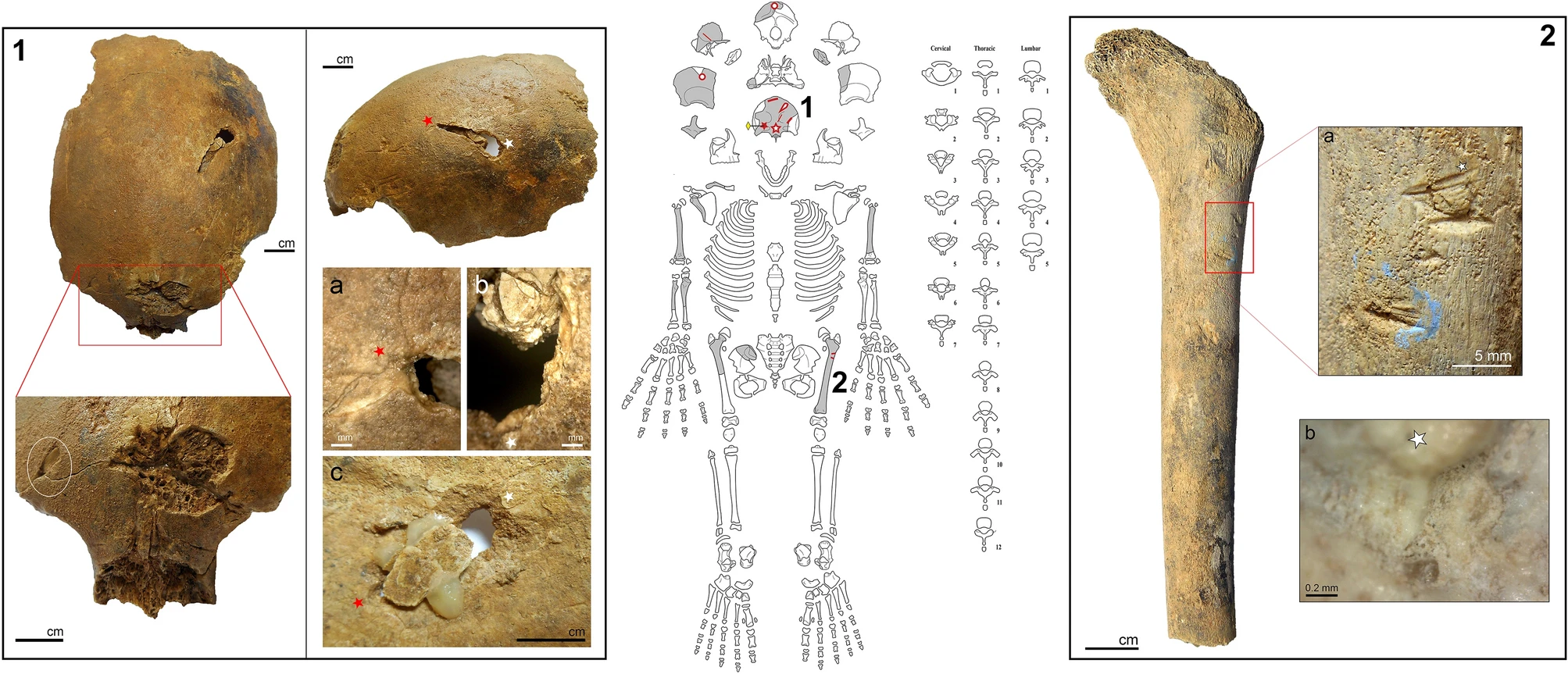
موقع وصور الآفات العظمية المرصودة على هيكل جبل الصحابة

جبل الصحابة أو المقبرة 117 أو الموقع 117 هو موقع مقبرة تعود لعصر ما قبل التاريخ في وادي النيل (مغمورة الآن في بحيرة ناصر)، بالقرب من الحدود الشمالية للسودان مع مصر في شمال شرق أفريقيا. يرتبط بثقافة قادان، المؤرخة منذ حوالي 12000 إلى 15000 عام، مع وجود هيكل عظمي واحد مصنوع من الكربون المشع يرجع تاريخه إلى ما يقرب من 13،140 - 14،340 سنة. تشير تواريخ الأباتيت الأحدث إلى أن عمر الموقع لا يقل عن 11600 عام. تم اكتشافه في عام 1964 من قبل فريق بقيادة فرد فيندورف.
غالبًا ما يُشار إلى الموقع على أنه أقدم دليل معروف على الحرب أو العنف المنهجي بين الجماعات. يجادل بعض علماء الأنثروبولوجيا بأن الوفيات كانت مرتبطة بالضغوط البيئية.

## الاكتشاف
كان المشروع الأصلي الذي اكتشف المقبرة هو مشروع اليونسكو لإنقاذ السدود العالية. كان مشروع الإنقاذ هذا بمثابة استجابة مباشرة لرفع سد أسوان الذي كان من شأنه تدمير أو إتلاف العديد من المواقع على طول مساره.
توجد ثلاث مقابر في هذه المنطقة. من بين هذه المقابر، توجد اثنتان في جبل الصحابة، مع مقبرة واحدة تقع على جانبي النيل. تقع مقبرة ثالثة في مكان قريب.

### بقايا الهياكل العظمية
تم العثور على 61 هيكلًا عظميًا فرديًا في جبل الصحابة، بالإضافة إلى العديد من البقايا المتناثرة الأخرى. من بين الرجال والنساء والأطفال الذين دفنوا في جبل الصحابة، مات 45% على الأقل متأثرين بجروح عنيفة. تم العثور على مقذوفات حجرية مدببة في جثث 21 شخصًا، مما يوحي بأن هؤلاء الأشخاص قد تعرضوا لهجوم بالحراب أو السهام. تم العثور على علامات قطع على عظام أفراد آخرين أيضًا. شُفيت بعض العظام التالفة، مما يدل على وجود نمط مستمر من الصراع في هذا المجتمع.
وجد التحليل القحفي لأحفوريات جبل الصحابة أنها تشترك في الصلات العظمية مع سلسلة أسلاف الإنسان من وادي حلفا في السودان. بالإضافة إلى ذلك، فإن مقارنة نسب الأطراف في بقايا الهياكل العظمية لجبل الصحابة مع تلك الموجودة في السلاسل القديمة والحديثة المختلفة تشير إلى أنها كانت أكثر تشابهًا في شكل الجسم مع المجموعات السكانية الحديثة التي تم فحصها من إفريقيا جنوب الصحراء (أي حفريات القرن التاسع عشر التي تنتمي إلى شعب بوشمن، وأحافير غرب إفريقيا في القرن التاسع عشر، وأحافير الأقزام الأفارقة في القرنين التاسع عشر والعشرين، وأحافير منتصف القرن العشرين المستخرجة من كينيا وأوغندا في شرق إفريقيا). ومع ذلك، كانت عينات جبل الصحابة مميزة عن العينات الإيبيروموريسية وسلسلة العينات الأخرى من شمال أفريقيا، كما أنها كانت بعيدة شكليًا عن سلسلة الهياكل العظمية النوبية المتأخرة وعن الحفريات التي تنتمي إلى حضارة النطوفيين الميزوليتية في بلاد الشام.

### المعالجة
بقايا الهياكل العظمية وأي قطع أثرية أخرى استعادها مشروع اليونسكو لإنقاذ الأضرار العالية تبرع بها فرد ويندورف إلى المتحف البريطاني في عام 2001؛ وصلت المجموعة إلى المتحف في مارس 2002. تتضمن هذه المجموعة بقايا الهياكل العظمية والحيوانات، والصخور الحجرية، والفخار، والعينات البيئية بالإضافة إلى الأرشيف الكامل لملاحظات فرد ويندورف، والشرائح، والمواد الأخرى أثناء الحفر.

## روابط خارجية
- عصور ما قبل التاريخ.. تفاصيل أقدم نزاع مسلح في العالم منذ 13 ألف عام

## قراءة معمقة
- Wendorf، المحرر (1968). "Site 117: A Nubian Final Paleolithic Graveyard near Jebel Sahaba, Sudan". The Prehistory of Nubia. دالاس, USA: جامعة ساوثرن ميثوديست. ص. 954–987.